# 荻原雲来
荻原 雲来（おぎわら うんらい、明治2年2月10日（1869年3月22日） - 昭和12年（1937年）12月20日）は、和歌山県生まれの浄土宗の僧侶、仏教学者・サンスクリット学者。日本のサンスクリット語研究、サンスクリット文献に基づいた仏教研究の先駆者であり、大成者である。

## 経歴
1869年（明治2年）、和歌山県に生まれ、当時浄土宗の重鎮であった荻原雲台の養子となる。1896年（明治29年）、浄土宗学本校（のち真言宗豊山・智山派、天台宗と合同し宗教大学を経て現・大正大学）を優秀な成績で卒業。1898年(明治31年)よりドイツのカイザー・ヴィルヘルム二世大学に留学、サンスクリット語研究の泰斗エルンスト・ロイマンに師事する。1904年（明治37年）、ケンブリッジ大学図書館所蔵の貝葉本『瑜伽師地論菩薩地品』の校訂・研究にあたる。ストラスブール大学に学位論文を提出して学位を取得し、またケンブリッジ大学図書館所蔵貝葉本『瑜伽師地論菩薩地品』の公刊にあたっては、師であるエルンスト・ロイマンが書評をとり、荻原の名声は日本内外に轟いた。
帰国後は宗教大学教授・芝中学校校長・東京大学講師・大正大学教授を務めた。

## 著書
- 実習梵語学（丙午出版社、1916年 → 明治書院、1972年）
- 印度の佛教（丙午出版社、1917年 → 鳳出版[1]、1985年）
- 法句経（岩波文庫、1935年）、度々復刊。復刻版・一穂社、2004年
- 荻原雲来文集（荻原博士記念会、1938年 → 山喜房佛書林、1972年）

### 訳書
- 梵語入門 - 文法・文抄・字書（アー・エフ・ステンツラー著、エル・ピッシェル増訂、丙午出版社、1908年）

### 辞典
- 梵漢対訳仏教辞典-翻訳名義大集（丙午出版社、1915年）
- 漢訳対照 梵和大辞典（16分冊、鈴木学術財団、1940年、復刊1964年 - 完結1974年）

日本唯一の学術的な梵和辞書。辻直四郎監修により完結
（増補改訂版 講談社、1979年、新版1999年 → 新訂版 山喜房佛書林、2012年）- 台湾版（新文豊出版公司）も刊行

### 評伝
- 荻原博士記念会編『独有雲来師余影　伝記・荻原雲来』大空社「伝記叢書」1993年。復刻版
- 西村実則『荻原雲来と渡辺海旭　ドイツ・インド学と近代日本』 大法輪閣、2012年、新版2019年

### サンスクリット文
- Abhisamayālaṃkār'ālokā Prajñāpāramitāvyākhyā : the work of Haribhadra
『梵文現観荘厳論に見えたる般若波羅蜜多釈』（東洋文庫、1932年、復刻1973年）
- 『現観荘厳論光明般若波羅蜜多釈　梵語総索引』、山喜房佛書林（以下も復刻）、1998年。計良竜成・上田昇校訂
- Bodhisattvabhūmi : a statement of whole course of the Bodhisattva（『梵文菩薩地経』、東洋文庫、1936年）
- Sphuṭārthā abhidharmakoçavyākhyā : the work of Yaçomitra 1-7（『梵文称友造具舎論疏』、梵文倶舎論疏刊行會、1937年）
- Bodhisattvabhūmi : a statement of whole course of the Bodhisattva（『梵文瑜迦師地論』、1930年）
- Saddharmapuṇḍarīka-sūtram（『改訂梵文法華経』、土田知雄共著、聖語研究会、1934年）

### 論文
- CiNii>荻原雲来
- INBUDS>荻原雲来